# Call of Duty: Black Ops: Declassified
Call of Duty: Black Ops: Declassified јесте пуцачина из првог лица коју је развио студио nStigate Games а издао Activision за конзолу PlayStation Vita 2012. године. Уједно је и прва игра из серијала Call of Duty која је била доступна за ту конзолу.
Игру чине кампања, мултиплејер и непријатељски (hostile) модови. Радња игре се одвија између догађаја из Call of Duty: Black Ops и Black Ops II.
Black Ops: Declassified је лоше прошао код критичара. Највише је критикована игрина вештачка интелигенција противника, затим вишеструки гличеви, мањкави мултиплејер и др.

## Пријем
Call of Duty: Black Ops: Declassified примио је негативне рецензије од критичара након изласка. Игра држи просечан резултат од 33/100 на агрегатору рецензија Metacritic, што је чини најгоре оцењеној игри у серијалу. Дан Рикерт, уредник часописа Game Informer, игру је назвао „ужасном”. Џеф Герстман, са веб-сајта Giant Bomb, навео је да је игра „неповезани неред”, посебно критикујући неугодне контроле, гличеве који узрокују да се противници заглаве у геометрији нивоа и мале мапе у мултиплејеру. Новинар Данијел Рутлеџ изјавио је да кампања траје мање од једног сата као и да игра „не вреди колико се тражи за њу”.
Упркос критикама, игра је добро прошла у виду продаје.